# Passiflora perfoliata
Passiflora perfoliata L. – gatunek rośliny z rodziny męczennicowatych (Passifloraceae Juss. ex Kunth in Humb.). Występuje endemicznie na Jamajce.

## Morfologia
PokrójZdrewniałe, trwałe, nagie liany.
LiściePodwójnie klapowane, rozwarte u podstawy. Mają 1,5–3,5 cm długości oraz 4–12,5 cm szerokości. Całobrzegie, z ostrym wierzchołkiem. Ogonek liściowy jest nagi i ma długość 5 mm. Przylistki są liniowe o długości 2–4 mm.
KwiatyPojedyncze lub zebrane w pary. Działki kielicha są liniowe, czerwonopurpurowe, mają 1–2 cm długości. Płatki są podłużnie lancetowate, czerwonopurpurowe, mają 1,3–2,3 cm długości. Przykoronek ułożony jest w jednym rzędzie, zielono-żółtopomarańczowy, ma 3–5 mm długości.
OwoceSą prawie jajowatego kształtu. Mają 1,5 cm średnicy.

## Biologia i ekologia
Występuje w lasach na wysokości do 1000 m n.p.m.

## Zmienność
W obrębie tego gatunku wyróżniono jedną odmianę:
- Passiflora perfoliata var. normalis Fawc. & Rendle